# Paróquia Sagrada Família (Ipatinga)

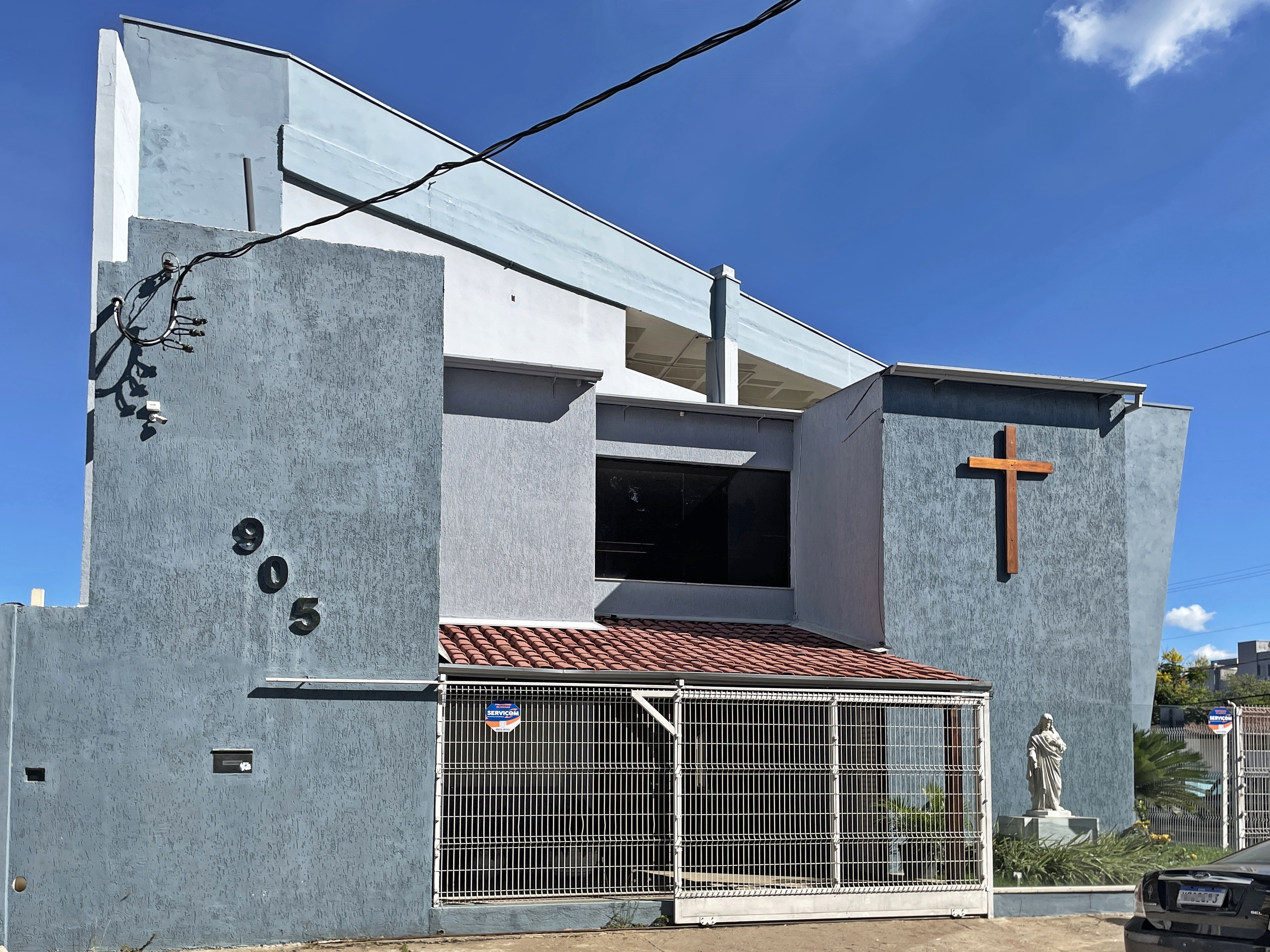
Igreja Sagrado Coração de Jesus, bairro Jardim Panorama.

A Paróquia Sagrada Família é uma divisão da Igreja Católica sediada no município brasileiro de Ipatinga, no interior do estado de Minas Gerais. A paróquia faz parte da Diocese de Itabira-Fabriciano, estando situada na Região Pastoral III.
Foi criada em 17 de março de 2008 a partir de um desmembramento da Paróquia Cristo Rei. Sua sede é representada pela Igreja São Pedro do bairro Caravelas. Além desta, há comunidades nos bairros Jardim Panorama, também em Ipatinga, e Parque Caravelas, na cidade vizinha Santana do Paraíso.